# Priscansermarinus barnetti
Priscansermarinus barnetti è un animale estinto di incerta collocazione sistematica. Visse nel Cambriano medio (circa 505 milioni di anni fa) e i suoi resti fossili sono stati ritrovati in Canada, nel famoso giacimento di Burgess Shale.

## Descrizione
Questo animale, alto fino a 5 centimetri, era composto da due parti principali: una forma ovale triangolare, compressa lateralmente e identificabile come il "corpo" dell'animale, e una sorta di "stelo" breve e spesso. La regione del corpo mostra una regione subtriangolare centrale, altamente riflettente, che è stata originariamente interpretata come prova di una sottile "piastra" esterna e non biomineralizzata su entrambi i lati del corpo. Questa struttura è ora riconosciuta come una struttura interna di maggiore complessità anatomica. Il gambo (o stolone), che sembra emergere dal corpo piuttosto che fondersi in esso, è di forma cilindrica e almeno moderatamente flessibile; l'estremità distale porta un disco terminale che presenta una raggiera. Negli esemplari più conosciuti, il gambo è lungo poco più della metà della lunghezza totale dell'animale.

## Scoperta e classificazione
Nel 1975, durante la spedizione inaugurale del Royal Ontario Museum nel sito di Burgess Shale, venne scoperta una lastra contenente 62 esemplari di un organismo fino a quel momento sconosciuto; la lastra venne trovata da Robert Barnett in un ghiaione al di sotto del livello della cava originale di Charles Doolittle Walcott. Priscansermarinus barnetti è stato descritto e nominato nel 1981, e interpretato come un probabile lepadomorfo peduncolato, all'interno del gruppo dei Maxillopoda nell'ambito dei crostacei (Collins e Rudkin, 1981), Tuttavia, più di recente le sue affinità sono state messe in discussione e rimangono ambigue (Briggs, 1983; Briggs et al., 2005).

## Paleobiologia
Questa specie è troppo poco conosciuta per poter descrivere la sua ecologia con certezza. Il disco terminale alla base del suo stolone era probabilmente usato per ancorare l'animale nel fango. Apparentemente privo di tentacoli e di altre strutture di alimentazione, si suppone che Priscansermarinus adottasse una modalità di alimentazione sospensivora.